# Edward Szwaja

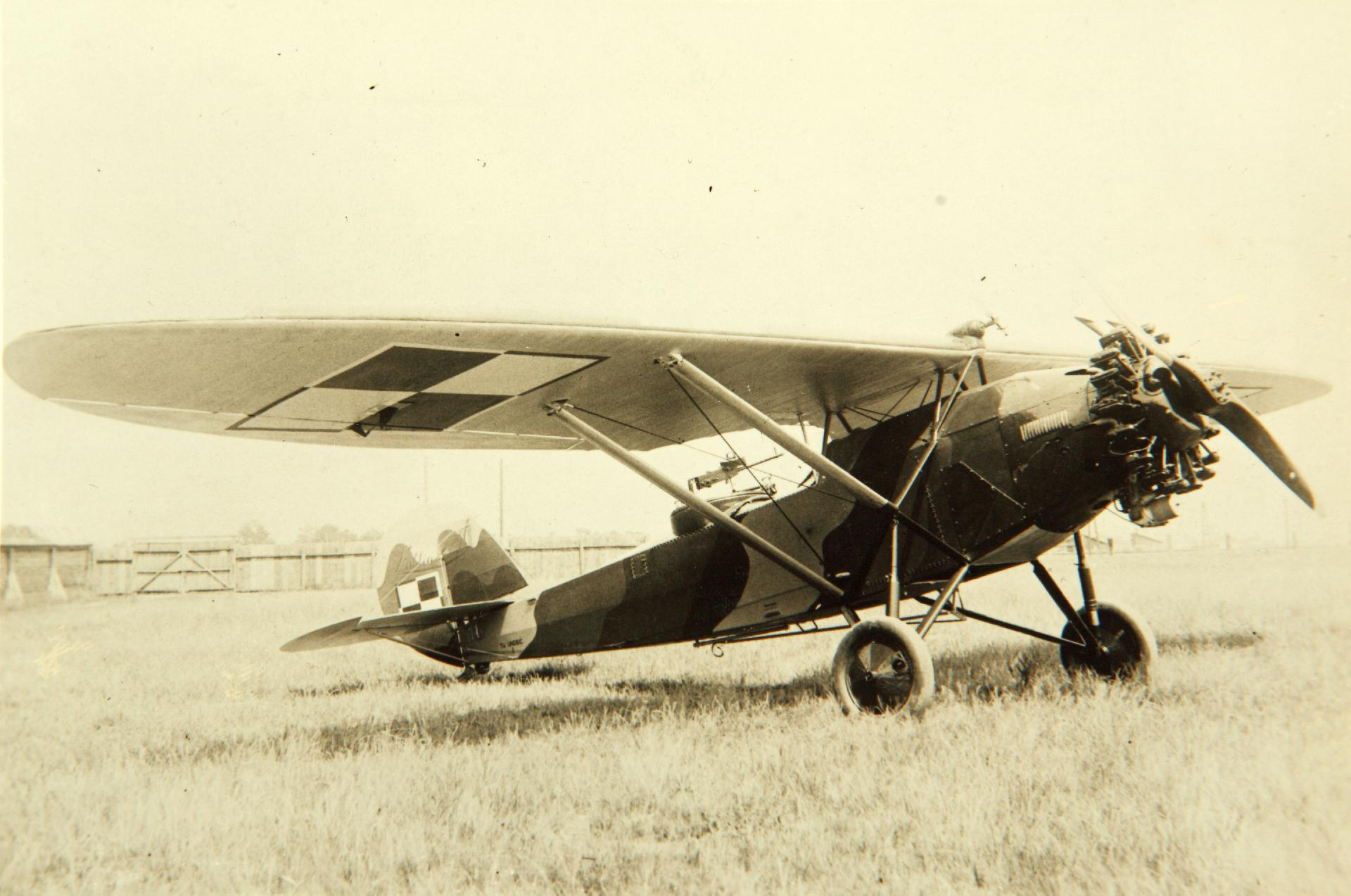
Samolot Lublin R.XIII, taki, na jakim zginął Edward Szwaja

Edward Franciszek Szwaja ps. Edloch (ur. 22 października 1910 w Grodźcu, zm. 22 lutego 1938 pod Rynarzewem) – oficer Wojska Polskiego II RP, podporucznik obserwator lotnictwa, zginął w wypadku lotniczym w czasie manewrów pod Szubinem.

## Życiorys
Zdał maturę w Sosnowcu albo w Piotrkowie Trybunalskim. W lipcu 1931 roku wstąpił do Szkoły Podchorążych Rezerwy Artylerii we Włodzimierzu Wołyńskim. Po jej ukończeniu odbył praktykę w 26 Pułku Artylerii Lekkiej i został przeniesiony do rezerwy. Postanowiwszy być zawodowym wojskowym zgłosił się do Szkoły Podchorążych Artylerii w Centrum Wyszkolenia Artylerii w Toruniu. Po jej ukończeniu w 1932 roku służył w 31 Pułku Artylerii Lekkiej, będąc dowódcą plutonu cekaemów. W 1934 roku został przeniesiony do służby w lotnictwie, przechodząc szkolenie w Centrum Wyszkolenia Oficerów Lotnictwa w Dęblinie. Ukończył kurs aplikacyjny oficerów w grupie obserwatorów i został przydzielony do 4 Pułku Lotniczego w Toruniu.
Zginął w wypadku lotniczym w czasie manewrów 22 lutego 1938 roku o godzinie 9:05 pod Rynarzewem w czasie lotu na samolocie Lublin R.XIII. Wraz z nim zginął kapral pilot Zbigniew Ostoja-Janiszewski. Zwłoki Edwarda Szwai przewieziono do Grodźca, gdzie został pochowany na Cmentarzu Boleradzkim (cmentarz parafialny parafii św. Katarzyny przy ul. Różyckiego). Grób ten, z wielkim krzyżem wykonanym ze śmigieł lotniczych, był miejscem spotkań patriotycznych mieszkańców Grodźca w czasie II wojny światowej.

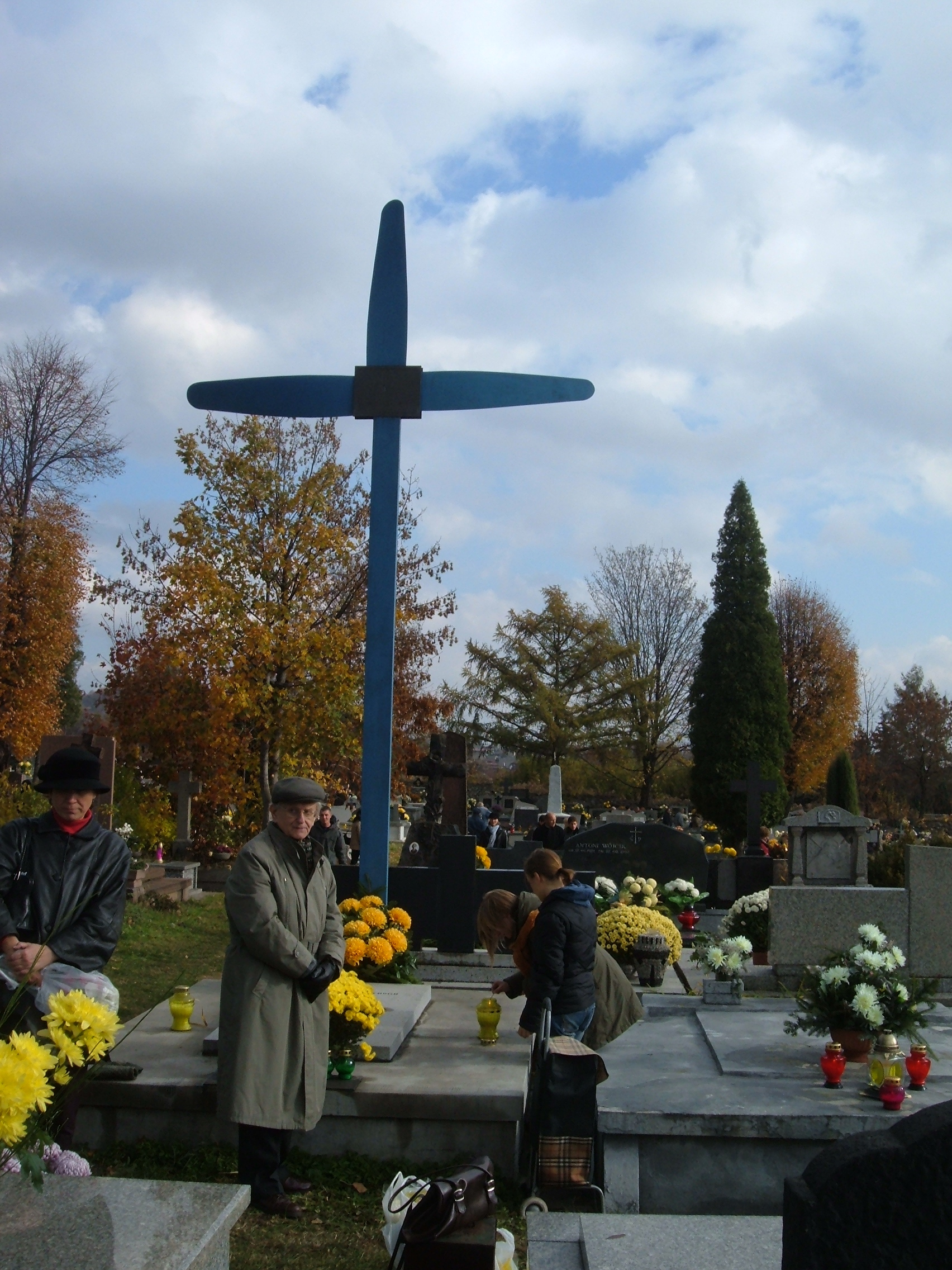
Grób Edwarda Szwai na cmentarzu w Grodźcu, z odtworzonym w latach 80. XX wieku, wysiłkiem Cezarego Chlebowskiego, krzyżem ze śmigieł lotniczych. Przy grobie stoi Cezary Chlebowski

## Awanse
- podporucznik – ze starszeństwem z 15 sierpnia 1934 i 97. lokatą w korpusie oficerów artylerii[5]
- porucznik – pośmiertnie ze starszeństwem z 19 marca 1938 w korpusie oficerów lotnictwa, grupa liniowa[5].

## Życie prywatne
Edward Szwaja był synem Jana (1880–1956) i Franciszki z domu Bednarek (1885–1976). Miał troje rodzeństwa:
- Anielę (1905–1945), późniejszą żonę Zygmunta Chlebowskiego i matkę Cezarego Chlebowskiego,
- Teofila (1909–1955), ojca Moniki Szwai,
- Teodozję (1914–1956), zamężną Nędzką.